# John Vargas
John D. Vargas (Fullerton, 17 giugno 1961) è un ex pallanuotista e allenatore di pallanuoto statunitense.

## Biografia
Crebbe ad Hacienda Heights insieme ai fratelli maggiori Joe e Chris, entrambi pallanuotisti di alto livello, il primo dei quali anche vincitore della medaglia d'argento ai Giochi olimpici di Los Angeles 1984; frequentò le scuole superiori di Los Altos e successivamente l'università della California ad Irvine, dove si laureò in scienze sociali nel 1982.

## Caratteristiche tecniche
Giocatore di bassa statura e dalla corporatura minuta in uno sport che favorisce la prestanza atletica ed il gioco vigoroso, riuscì a sopperire alle carenze fisiche grazie ad una visione di gioco ed un'intelligenza tattica molto superiori rispetto agli avversari.

## Carriera

### Giocatore

#### Club
Iniziò a farsi notare con la squadra liceale del Los Altos High School e proseguì la carriera presso la formazione della sua università, gli UC Irvine Anteaters, con i quali giocò per tutti e quattro gli anni di studi, culminati con la vittoria del titolo NCAA nel 1982, stagione che terminò senza sconfitte, e venendo insignito in due occasioni dello status di All-American.
Conclusa l'attività collegiale giocò per i Newport Water Polo Foundation con cui vinse il campionato nazionale nel 1984, nel 1987 e nel 1991.

#### Nazionale
Nel 1983 entrò a far parte della nazionale statunitense disputando le Universiadi di Edmonton in cui giunse al secondo posto; nel 1986 partecipò all'edizione inaugurale dei Goodwill Games a Mosca ottenendo la medaglia d'argento.
Fu l'ultimo degli esclusi dalla lista dei convocati del commissario tecnico Bill Barnett per le Olimpiadi di Seul 1988; rientrato nel giro della nazionale, nel 1991 prese parte ai campionati mondiali di Perth conclusi in quarta posizione, ai Giochi panamericani a L'Avana giunse secondo ed alla Coppa del Mondo di Barcellona vinse la medaglia d'oro. L'anno seguente partecipò ai Giochi olimpici di Barcellona 1992, manifestazione terminata al quarto posto dopo aver perso la finale per il bronzo contro la formazione della Squadra Unificata; finita l'esperienza olimpica concluse la sua carriera agonistica.

### Allenatore

#### Club
Alla carriera di giocatore affiancò quella di allenatore gia dal 1983, subito dopo gli anni di college, sotto l'impulso di Bill Barnett e Ted Newland, rispettivamente i suoi tecnici nella nazionale e nella squadra di college dell'epoca, prendendo la guida della squadra liceale di Corona del Mar; mantenne questo incarico fino al 2001, portando la scuola di Newport Beach per sette volte alla vittoria del campionato californiano, raggiungendo la finale in altre cinque occasioni.
Dal 2002 divenne l'allenatore della squadra di college degli Stanford Cardinal che guidò per venti anni, ritirandosi dall'attività al termine della stagione 2021: durante la sua gestione portò il club per sette volte alla finale nazionale NCAA, vincendo il titolo nel 2002 e nel 2019; conquistò inoltre il campionato della conference del Mountain Pacific Sports Federation (MPSF) in cinque occasioni.

#### Nazionale
Terminata la carriera di giocatore, e parallelamente all'attività di allenatore in squadre di club, nel 1993 entrò a far parte dello staff della nazionale statunitense, di cui ne divenne commissario tecnico nel 1997, portandola alla vittoria nella Coppa del Mondo di Atene 1997 ed ai Giochi panamericani di Winnipeg 1999; terminò inoltre al settimo posto ai campionati mondiali di Perth 1998 ed al sesto alle Olimpiadi di Sydney 2000. Alla fine della stagione olimpica chiuse la sua esperienza con la nazionale, per concentrarsi unicamente sull'attività di club e dedicare più tempo alla famiglia.

### Riconoscimenti
Nel 2022 venne inserito nella Hall of Fame della pallanuoto statunitense; come atleta di college nel 1981 e nel 1982 fu nominato All-American ed inserito nella formazione ideale del torneo NCAA, mentre come allenatore fu insignito del premio di allenatore dell'anno a livello nazionale nel 2019.

## Palmarès

### Giocatore

#### Club
- Campionato NCAA: 1

UC Irvine Anteaters: 1982
- Campionato statunitense maschile: 3

Newport Water Polo Foundation: 1984, 1987 e 1991

#### Nazionale
- Coppa del Mondo

1 oro: Barcellona 1991
- Giochi panamericani

1 argento: L'Avana 1991
- Universiadi

1 argento: Edmonton 1983
- Goodwill Games

1 argento: Mosca 1986

### Allenatore

#### Club
- Campionato NCAA: 2

Stanford Cardinal: 2002 e 2019

#### Nazionale
- Coppa del Mondo

1 oro: Atene 1997
- Giochi panamericani

1 oro: Winnipeg 1999